# العلاقات الفانواتية الفنلندية
العلاقات الفانواتية الفنلندية هي العلاقات الثنائية التي تجمع بين فانواتو وفنلندا.

## مقارنة بين البلدين
هذه مقارنة عامة ومرجعية للدولتين:
| وجه المقارنة                                              | فانواتو                                  | فنلندا                                                                               |
| --------------------------------------------------------- | ---------------------------------------- | ------------------------------------------------------------------------------------ |
| المساحة (كم2)                                             | 12.19 ألف                                | 338.42 ألف                                                                           |
| عدد السكان (نسمة)                                         | 276.24 ألف                               | 5.52 مليون                                                                           |
| الكثافة السكانية (ن./كم²)                                 | 22.66                                    | 16.31                                                                                |
| العاصمة                                                   | بورت فيلا                                | هلسنكي                                                                               |
| اللغة الرسمية                                             | اللغة البسلاما، لغة فرنسية، لغة إنجليزية | اللغة الفنلندية، اللغة السويدية                                                      |
| العملة                                                    | فاتو فانواتي                             | يورو، ماركا فنلندية                                                                  |
| الناتج المحلي الإجمالي (بليون دولار)                      | 862.88 مليون                             | 251.88 مليار                                                                         |
| الناتج المحلي الإجمالي (تعادل القوة الشرائية) بليون دولار | 790.76 مليون                             | 231.84 مليار                                                                         |
| الناتج المحلي الإجمالي الاسمي للفرد دولار أمريكي          | 2.81 ألف                                 | 42.31 ألف                                                                            |
| الناتج المحلي الإجمالي للفرد دولار أمريكي                 | 3.03 ألف                                 | 40.68 ألف                                                                            |
| مؤشر التنمية البشرية                                      | 0.594                                    | 0.883                                                                                |
| رمز المكالمات الدولي                                      | +678                                     | +358                                                                                 |
| رمز الإنترنت                                              | .vu                                      | .fi                                                                                  |
| المنطقة الزمنية                                           | ت ع م+11:00                              | ت ع م+02:00، ت ع م+03:00، أوروبا/هلسنكي ‏، توقيت شرق أوروبا، توقيت شرق أوروبا الصيفي ‏ |

## منظمات دولية مشتركة
يشترك البلدان في عضوية مجموعة من المنظمات الدولية، منها:
| علم المنظمة | اسم المنظمة                        | تاريخ انضمام فانواتو | تاريخ انضمام فنلندا |
| ----------- | ---------------------------------- | -------------------- | ------------------- |
|             | يونسكو                             | 10 فبراير 1994       | 10 أكتوبر 1956      |
|             | مؤسسة التمويل الدولية              | 28 سبتمبر 1981       | 20 يوليو 1956       |
|             | بنك التنمية الآسيوي                | 1981                 | 1966                |
|             | منظمة حظر الأسلحة الكيميائية       | ?                    | ?                   |
|             | مؤسسة التنمية الدولية              | 28 سبتمبر 1981       | 29 ديسمبر 1960      |
|             | منظمة التجارة العالمية             | ?                    | 1995                |
|             | وكالة ضمان الاستثمار متعدد الأطراف | 27 يوليو 1988        | 28 ديسمبر 1988      |
|             | الاتحاد البريدي العالمي            | ?                    | ?                   |
|             | الاتحاد الدولي للاتصالات           | 30 مارس 1988         | 1 سبتمبر 1920       |
|             | الأمم المتحدة                      | 15 سبتمبر 1981       | 14 ديسمبر 1955      |
|             | البنك الدولي للإنشاء والتعمير      | 28 سبتمبر 1981       | 14 يناير 1948       |
|             | المنظمة الهيدروغرافية الدولية      | ?                    | ?                   |

## وصلات خارجية
- موقع وزارة الخارجية الفنلندية